# Roger Adams
Roger Adams (2 janvier 1889 - 6 juillet 1971) est un chimiste organicien américain qui développe le catalyseur éponyme d'Adams et aide à déterminer la composition de substances naturelles telles que les huiles végétales complexes et les alcaloïdes végétaux. Il isole et identifie le CBD en 1940. En tant que chef du département de chimie à l'université de l'Illinois de 1926 à 1954, il influence l'enseignement supérieur en Amérique, encadre plus de 250 doctorants et étudiants de troisième cycle, et sert pendant la Première Guerre mondiale et la Seconde Guerre mondiale dans l'industrie de guerre.

## Jeunesse
Adams est né à Boston, dans le Massachusetts, de l'officier des chemins de fer Austin W. Adams et Lydia Curtis et grandit dans un quartier prospère du sud de Boston, le dernier enfant d'une famille douée qui comprend les trois sœurs aînées d'Adams (deux sont allées à Radcliffe College et un au Smith College). Adams fait partie de l'éminente famille Adams et descend du grand-père de John Adams.
Adams fréquente la Boston Latin School et la Cambridge Latin High School (maintenant appelée Cambridge Rindge and Latin). En 1900, la famille s'installe à Cambridge, plus proche des deux collèges.
Adams entre à l'université Harvard en 1905 et remplit les conditions d'un baccalauréat en trois ans. Au cours de sa première année, il obtient une bourse d'études honorifique John Harvard en obtenant quatre A, et au cours de sa dernière année, il suit des cours avancés et commence des recherches en chimie organique sous H.A Torrey. Après avoir obtenu son diplôme de Harvard en 1909, il travaille pour son doctorat au Radcliffe College soutenu par un poste d'assistant à l'enseignement. Torrey meurt subitement en 1910, alors Adams termine son doctorat avec Charles Loring Jackson, George Shannon Forbes et Latham Clarke. En 1912, il est initié en tant que frère d'Alpha Chi Sigma au chapitre Omicron à Harvard. En 1912, Adams reçoit une bourse de voyage Parker pour 1912 et 1913, qu'il utilise pour travailler au laboratoire d'Emil Fischer et d'Otto Diels à Berlin, en Allemagne et à celui de Richard Willstätter à Dahlem en dehors de Berlin.
Après son retour d'Europe en 1913, Adams retourne à Harvard et travaille comme assistant de recherche pour Charles L. Jackson pour 800 $ par an. Au cours des trois années suivantes, il enseigne la chimie organique à Harvard et à Radcliffe, lance le premier laboratoire élémentaire de chimie organique à Harvard et lance son propre programme de recherche.

## Carrière académique
En 1916, Adams accepte une offre de professeur adjoint de William A. Noyes, chef du département de chimie à l'université de l'Illinois à Urbana-Champaign. Il commence une carrière à l'UIUC qui dure 56 ans. Adams succède à Noyes à la tête du département en 1926 et reste à ce poste jusqu'en 1954. Pendant ce temps, Adams fait plusieurs découvertes célèbres.
Roger Adams et ses étudiants développent le catalyseur d'Adams, qui est l'un des catalyseurs les plus facilement préparés et les plus actifs pour les réactions d'hydrogénation. Le catalyseur peut être préparé en faisant réagir du nitrate de sodium avec de l'acide chloroplatinique ou du chloroplatinate d'ammonium. Le groupe d'Adams développe également un appareil à basse pression pour utiliser le catalyseur, qui a un effet profond sur la synthèse et l'identification structurelle des composés organiques ainsi que des composés biochimiques.
Travaillant au Noyes Laboratory of Chemistry, Adams, avec plus de 250 étudiants de deuxième cycle qu'il a encadrés, a fait de nombreuses découvertes et améliorations de procédés. On peut citer par exemple :
- la synthèse d'esters de chloralkyle par combinaison d'aldéhydes et de chlorures d'acyle ;
- l'utilisation d'anhydrides d'acide aliphatiques pour former des cétones dans la réaction de Friedel-Crafts ;
- la détermination de la structure du disalicylaldéhyde et de l'acide déhydroacétique ;
- une méthode de synthèse de polyhydroxyanthraquinones avec une stéréochimie connue et précise en utilisant des phtalides ;
- la détermination des structures de l'acide chaulmoogrique et de l'acide hydnocarpique, des médicaments antiléprosiques, et la synthèse de leurs dérivés dihydrogénés ;
- la détermination de la structure du gossypol présente dans les glandes microscopiques des graines de certains cotonniers ;
- l'isolation et l’identification du cannabidiol à partir de Cannabis sativa, et la démonstration de son lien avec le cannabinol et le  tétrahydrocannabinol[3] ;
- la synthèse d'analogues au cannabinol au tétrahydrocannabinol ;
- l'étude d'alcaloïdes présents dans les genres Senecio et Crotalaria, ce qui ouvrira la porte à deux nouveaux champs en chimie : la chimie de la pyrrolizidine et celle des diesters cycliques à large cycle.

À l'UIUC, Adams prend en charge les usines de fabrication de produits chimiques organiques («laboratoires de préparation») lancées par son prédécesseur C.G Derick pour la synthèse de composés organiques d'Allemagne dont l'approvisionnement est coupé par le blocus de l'Allemagne. Le laboratoire est agrandi et réorganisé avec l'aide d'étudiants, en particulier Ernest H. Volwiler (en) et Carl Shipp Marvel (en). Des procédures strictes de comptabilisation des coûts sont mises en place dans le laboratoire, de sorte qu'il connait un succès financier et scientifique. Les procédures testées développées dans le laboratoire conduisent à la publication annuelle de la revue Organic Syntheses, que James Bryant Conant qualifie d'"Adams Annual".
Adams recherche des méthodes de préparation d'anesthésiques locaux avec Oliver Kamm, qui est également membre du corps professoral de l'UIUC et consultant des laboratoires Abbott dans une relation qui dure jusque dans les années 1960. Ernest H. Volwiler, premier doctorant d'Adams, rejoint Abbott comme chimiste en 1918. En 1917, Adams est entraîné dans la recherche pour l'armée américaine sur les gaz toxiques à l'Université américaine de Washington, DC ; là, lui et Conant dirigent des groupes de recherche et E.P Kohler, un vieil ami de la faculté d'Adams de Harvard, est responsable de la section des infractions.
Le retour d'Adams à l'UIUC ouvre une période (1918–1926) de recherche intense, avec 45 doctorants qui donnent lieu à 73 publications.
En juillet 1940, Vannevar Bush travaille à mobiliser des scientifiques américains dans l'effort de guerre de la Seconde Guerre mondiale. Bush veut faire entrer Adams dans le National Defense Research Committee qu'il organise pour le président Franklin Delano Roosevelt. Beaucoup pensaient qu'Adams est le principal chimiste organique aux États-Unis, et l'ami d'Adams et ancien collègue de Harvard, James Bryant Conant, souhaite qu'Adams dirige les efforts pour développer de nouveaux explosifs et créer des produits chimiques synthétiques. Cependant, les efforts de Bush sont bloqués pour obtenir une habilitation de sécurité pour Adams.
À cette époque, le FBI sous la direction de J. Edgar Hoover, surveille les « citoyens américains suspects » et a un dossier sur Roger Adams. Le FBI informe Hoover qu'Adams est l'un des principaux membres d'un groupe de façade apparemment communiste appelé « Lincoln's Birthday Committee for the Advancement of Science ». Le FBI dispose également d'informations selon lesquelles Adams serait un membre contributeur d'un magazine de propagande japonais suspect. Adams est également suspect aux yeux du FBI car il fait des études sur les mécanismes chimiques par lesquels la plante cannabis sativa (marijuana) affecte le cerveau. La plante a été effectivement interdite par l'adoption de la loi de 1937 sur la taxe sur la marijuana. Aux fins de cette recherche, Adams a obtenu légalement un extrait d'huile rouge de la plante auprès du département du Trésor des États-Unis. En 1939, c'est l'objectif principal du travail d'Adams. Pour ces raisons, l'Office of Naval Intelligence refuse l'habilitation de sécurité d'Adams.
Hoover voit que la pression politique augmente pour donner une habilitation de sécurité à Adams et que le FBI pourrait se tromper sur les faits, alors il recule finalement, indiquant que « Professeur Adams » est un nom très courant et qu'il peut y avoir une certaine confusion. Cependant, Hoover continue à se méfier des loyautés politiques des scientifiques impliqués dans la mobilisation de la Seconde Guerre mondiale en raison de leur vision du monde internationaliste.
À la fin, Roger Adams obtient son habilitation de sécurité et prend en charge une mission pour fabriquer du caoutchouc synthétique pour remplacer les approvisionnements en caoutchouc naturel de l'Extrême-Orient qui ont été coupés par la guerre. C'est une continuation du travail effectué par Elmer Keiser Bolton (en) (l'ami d'Adams de Harvard) chez DuPont.
Dans le cas d'Adams, les informations du FBI sont en grande partie erronées. Adams est politiquement actif, mais n'est affilié à aucun groupe appelé « Lincoln's Birthday Committee for the Advancement of Science ». Il est membre du Lincoln's Birthday Committee for Democracy and Intellectual Freedom (LBCDIF), qui est fondé par l'éminent anthropologue Franz Boas pour discréditer les politiques raciales nazies.
En raison de la contribution significative d'Adams dans le domaine, en 1959, le prix Roger Adams est créé en tant que prix national de l'ACS pour reconnaître les contributions exceptionnelles au domaine de la chimie organique. Le prix est décerné tous les deux ans lorsque le discours du prix est prononcé lors du Symposium national sur la chimie organique, organisé par la division de la chimie organique de l'ACS.
Roger Adams est intronisé en tant que lauréat de la Lincoln Academy of Illinois et reçoit l'ordre de Lincoln (la plus haute distinction de l'État) par le gouverneur de l'Illinois en 1967 dans le domaine des sciences.

## Récompenses et honneurs
- Médaille William-H.-Nichols (1927)
- Prix Willard-Gibbs (1936)
- Médaille Elliott Cresson (1944)
- Prix Ira Remsen (1946) [5]
- Médaille Priestley de l'American Chemical Society (1946)
- Médaille Perkin (1954) [6]
- Prix Charles Lathrop Parsons pour le service public, American Chemical Society (1958) [7]
- Médaille Franklin (1960)
- Golden Plate Award de l'American Academy of Achievement (1961) [8]
- Médaille nationale des sciences (1964)
- Médaille d'or de l'Institut américain des chimistes (1964)
- Temple de la renommée Alpha Chi Sigma (1989)